# Pierre-Paul Royer-Collard
Pierre-Paul Royer-Collard (21 de junio de 1763 - 4 de septiembre de 1845) fue un político y filósofo francés, cuya profesión fue la abogacía, ejerciéndola en el Parlamento de París. En 1790 se hizo miembro del Consejo de la Ciudad, pero rompió con él en 1792, teniendo que escapar durante la época del Terror. Fue un cooperador de la Revolución francesa.
Desde 1798 hasta 1803 fue elegido para los Quinientos y destituido, formó parte del "Consejo Secreto Realista". En 1827, participó con François Guizot en la creación de la "Ayuda que Dios te ayude". Fue elegido colaborador por los colegios electorales, en septiembre de ese año, para trabajar con ellos; pero siguió siendo fiel al departamento de su natal Marne. Fue nombrado por el rey Carlos X Presidente de la Cámara. En ese mismo año lo nombraron miembro de la Academia Francesa. Siempre estuvo a favor de una monarquía constitucional y del «punto medio» entre liberales y absolutistas (principio ecléctico).
Como miembro de la Academia Francesa, colaboró en la creación del diccionario para la edición de 1835.
Aunque era de religión católica, siempre estuvo a favor de la separación de la Iglesia con el Estado, ya que decía que se rebajaba a la Iglesia si hacía labores que no eran para lo que se le había encomendado. Esta forma de pensar le valió varias críticas.
En materia de filosofía, fue maestro del filósofo Victor Cousin.